# Mercedes-Benz 450SEL 6.9

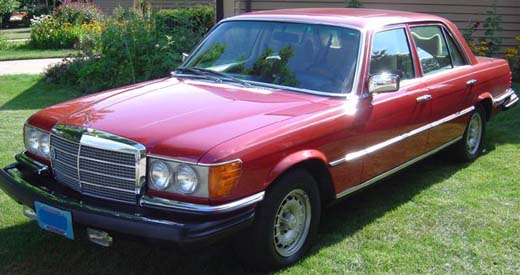
Mercedes-Benz 450SEL 6.9

Mercedes-Benz 450SEL 6.9 je vysoce výkonná verze luxusního automobilu třídy S, která se vyráběla v letech 1975 až 1981 ve výrobní lince Daimler-Benz ve Stuttgartu v Německu na základě verze třídy S (W116) s prodlouženým rozvorem z roku 1972. Byl v něm také představen největší motor, který se po druhé světové válce v neamerických automobilech objevil.
Tato verze byla poprvé předvedena motoristickým novinářům na Ženevském autosalonu v roce 1974 a vyráběla se od roku 1975 do roku 1981, a to v extrémně omezených počtech. Byl veřejností přijat jako vlajková loď automobilů Mercedes-Benz, a jako nástupce původního vysokovýkonného sedanu 300SEL 6.3. Model 450SEL 6.9 byl také prvním, ve kterém byl použit elektronicky řízený systém ABS. Nástupce modelu 450SEL 6.9 - vrchol nabídky -500SEL- pokračoval v použití mimořádného hydropneumatického odpružení jako extra příplatková výbava.
Mezi významné majitele modelu 450SEL 6.9 patřili: Sir Bernard Ashley, James Hunt, John F. Kennedy mladší, Frank Sinatra a Vladimir Vysockij.

## Specifikace
| Mercedes-Benz 450SEL 6.9      | Mercedes-Benz 450SEL 6.9                                                                                         | Mercedes-Benz 450SEL 6.9                                                                                         |
| ----------------------------- | --- | --- |
| Výrobce                       | Daimler-Benz AG                                                                                                  | Daimler-Benz AG                                                                                                  |
| Třída                         | Čtyřdveřový, pětimístný luxusní sedan                                                                            | Čtyřdveřový, pětimístný luxusní sedan                                                                            |
| Typ karoserie                 | Čtyřdveřový sedan                                                                                                | Čtyřdveřový sedan                                                                                                |
| Předchůdce                    | 300SEL 6.3 | 300SEL 6.3 |
| Nástupce                      | 500S | 500S |
| Sdílí součásti s              | Mercedes-Benz 600, Mercedes-Benz 300SEL 6.3, další sedany Mercedes-Benz W116                                     | Mercedes-Benz 600, Mercedes-Benz 300SEL 6.3, další sedany Mercedes-Benz W116                                     |
| Rozvor:                       | 2960 mm | |
| Rozchod vpředu                | 1521 mm | |
| Rozchod vzadu                 | 1505 mm | |
| Celková délka:                | 5335 mm | |
| Šířka:                        | 1870 mm | |
| Hmotnost:                     | 1985 kg | |
| Objem palivové nádrže         | 95 litrů | |
| Objem batožibového prostoru   | 0,52m3 | |
| Kapacita baterie              | 12 V, 88 A · h                                                                                                   | 12 V, 88 A · h                                                                                                   |
| Počet otáček volantu          | 2,7 od levé krajní polohy po pravou                                                                              | 2,7 od levé krajní polohy po pravou                                                                              |
| Poloměr otáčení               | 12,1 m | |
| Motor                         | V8, vstřikování paliva Bosch, elektronické zapalování, dvě vačkové hřídele v hlavě válců, pět hlavních ložisek   | V8, vstřikování paliva Bosch, elektronické zapalování, dvě vačkové hřídele v hlavě válců, pět hlavních ložisek   |
| Výkon                         | 286 koní | 210 kW při 4 250 ot.                                                                                             |
| Točivý moment                 | 549 Nm při 3 000 ot.                                                                                             | |
| Kompresní poměr               | 8.8: 1 | 8.8: 1 |
| Vrtání / zdvih                | 107 × 95 mm | |
| Zdvihový objem                | 6834cm3 | |
| Maximální otáčky motoru       | 5 300 ot. | 5 300 ot. |
| Převodovka:                   | 3-rychlostní automatická s hydrodynamickým měničem                                                               | 3-rychlostní automatická s hydrodynamickým měničem                                                               |
| Převodový poměr zadní nápravy | 2.65: 1 | 2.65: 1 |
| Pneumatiky a kola             | Michelin XWX 215 / 70VR14 radiální; 6.5Jx14 z lehké slitiny                                                      | Michelin XWX 215 / 70VR14 radiální; 6.5Jx14 z lehké slitiny                                                      |
| Brzdový systém                | Dvouokruhový, hydraulický systém s posilovačem brzdného účinku, čtyři kotoučové brzdy. Přední kotouče odvětrané. | Dvouokruhový, hydraulický systém s posilovačem brzdného účinku, čtyři kotoučové brzdy. Přední kotouče odvětrané. |
| Celková třecí plocha brzd     | 2945cm2 | |
| 0-96km/h                      | 7,1 s | 7,1 s |
| Maximální rychlost            | 225km/h | 225km/h |
| Produkce                      | Svět | Severní Amerika                                                                                                  |
| 1975                          | 474 | 0 |
| 1976                          | 1475 | 0 |
| 1977                          | 1798 | 462 |
| 1978                          | 1665 | 437 |
| 1979                          | 1839 | 576 |
| 1980                          | 129 | 317 |
| 1981                          | 4 | 0 |
| Celkově vyrobených            | 7380 | 1816 |